# مک‌دانل داگلاس اف۴ فانتوم ۲ در خدمت استرالیا
مک‌دانل داگلاس اف۴ فانتوم ۲ در خدمت استرالیا (به انگلیسی: McDonnell Douglas F-4 Phantom II in Australian service) یک هواگرد ساختِ کارخانهٔ مک‌دانل داگلاس در کشور ایالات متحده آمریکا است .